# نيل الأرب في مثلثات العرب
نيل الأرب في مثلثات العرب كتاب عن أحد فنون الشعر العربي، ألّفه حسن بن علي قويدر (1789- 1846)، ضمّنه أراجيز رباعية تأتي ثلاثة من مصارعها بقافية واحدة، بينما يُقفي المصراع الرابع مع مثيله في الأبيات التي تليه، دون أن يُخل بميزان علم العروض. وقد طُبعت إحدى نسخ الكتاب في المطبعة الخيرية في القاهرة عام 1902. وحول بنية الكتاب، عرض المؤلف أبيات النص وهي مُشكَّلة بالكامل، مُصاحبة لتعليقات غير مشكلة تتّصل بعلم النحو وأخرى بالأدب، محاطة بإطار مزدوج، وقد رُتِبت الأبيات أبجديًا، وزوّد الكتاب بفهرس يعرض المحتويات، ومسرد ضُمِن قائمة بالمفردات الأساسية وأخرى بالكلمات غير المألوفة وأسماء الأعلام.

## عن المؤلف
وُلد حسن بن علي قويدر في القاهرة في عام 1789، وقضى حياته بالكامل هناك، وذلك وفقًا لما ورد في الكتاب، وهو لعائلة مغربية الأصل، انتقلت من المغرب إلى المشرق العربي ليستقر في مدينة الخليل، إذ كان والده علي بن قويدر تاجرًا انتهى به المطاف في القاهرة حيث وُلِد حسن. مع أنّه درس الغة والأدب على يد معلمين بارزين بالأزهر، إلّا أن قويدر صرف جل عمره في التجارة بين الأقطار، ولم يترك له عمله التجاري أي وقت لتجميع أشعاره في ديوان أو مجموعة موثوقة، على الرغم من اهتماماته الأدبية. ومن الرثائيات التي قيلت فيه بعد وفاته، يظهر أنه كان محط نظر العديد من الطلاب ممن درسوا معه أو كتبوا عنه.